# Ranunculus platypetalus
Ranunculus platypetalus là một loài thực vật có hoa trong họ Mao lương. Loài này được (Hand.-Mazz.) Hand.-Mazz. miêu tả khoa học đầu tiên năm 1939.